# Бациллибактин
Бациллибактин — сидерофор из ряда катехолов, секретируемый членами рода Bacillus, включая Bacillus anthracis и Bacillus subtilis. Он участвует в хелатировании трёхвалентного железа (Fe3+), захватывая его из окружающей среды и перемещая в цитоплазму бактерии через |ABC транспортёры.